# Digenethle bhaskarai
Digenethle bhaskarai är en skalbaggsart som beskrevs av Jakl 2010. Digenethle bhaskarai ingår i släktet Digenethle och familjen Cetoniidae. Inga underarter finns listade i Catalogue of Life.